# Semond
Semond est une commune française située dans le département de la Côte-d'Or, en région Bourgogne-Franche-Comté.

## Géographie

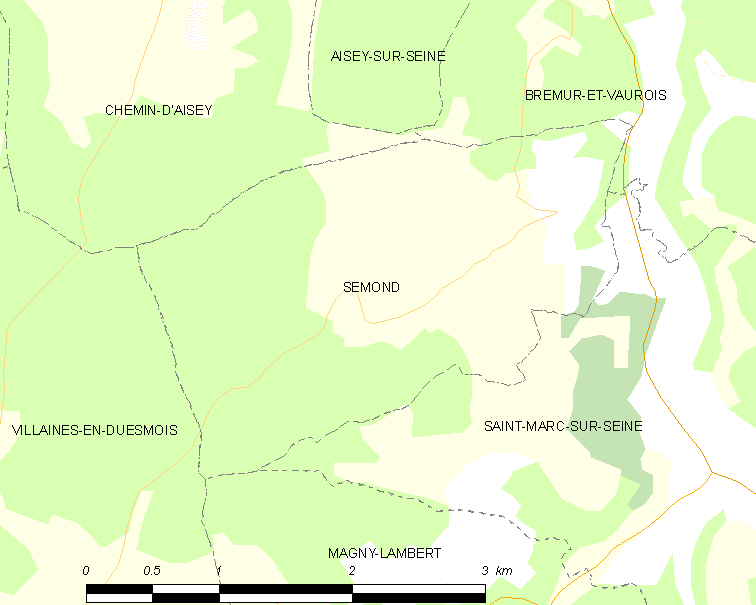

Sur le plateau du Duesmois qui s'étale au sud de Châtillon-sur-Seine, creusé d'un sillon sud-nord où s'écoule la Seine ici proche de sa source, Semond occupe sur 6 km2 les hauteurs en rive gauche avec une partie du versant au-dessus du fleuve, mais la limite communale à l'est s'arrête à 285 m en son point le plus bas, une vingtaine de mètres au-dessus du fleuve. Des carrières de pierre du Châtillonnais sont exploitées dans les vallonnements entre versant et plateau, zone ou se mêlent bois et pâturages et où se trouve le village au bord de la pente. Le reste du territoire se partage entre agriculture et sylviculture, les deux vocations du plateau du Duesmois, les champs au centre du territoire à proximité du village, et la forêt à l'ouest sur les points les plus hauts. Le point culminant du finage est à 404 m dans le bois de la Plaine, à proximité de la Croix Percée, et deux autres collines atteignent 401 m et 397 m.

### Accès
Deux routes en côtes gravissent le versant entre la vallée de la Seine et le village de Semond, une au sud depuis Chenecières par de pittoresques lacets qui offre de beaux aperçus sur la haute vallée, et au nord la D 101 (qui joint la vallée de l'Ignon, à l'est, à l'ouest du département en direction d'Ancy-le-Franc dans l'Yonne) avec un beau point de vue sur le château et le village de Brémur-et-Vaurois. Celle-ci traverse tout le finage au-delà du village pour rejoindre la commune voisine de Villaines-en-Duesmois. Vers le nord et vers le sud, on ne trouve que des chemins forestiers ou de service agricole qui ne rejoignent pas les villages voisins.

### Hameaux, écarts, lieux-dits
La population est regroupée dans le village, la commune n'a pas de hameaux rattachés ni d'habitations isolées.
- Lieux-dits d'intérêt local : combe du Fou, la Comotte, la Combe, chemin de la Fontaine, bois : de Semond, la Réserve, sur les Hautures, la Plaine, Ru aux Cerfs.

### Climat
Pour des articles plus généraux, voir Climat de la Bourgogne-Franche-Comté et Climat de la Côte-d'Or.
En 2010, le climat de la commune est de type climat des marges montargnardes, selon une étude du Centre national de la recherche scientifique s'appuyant sur une série de données couvrant la période 1971-2000. En 2020, Météo-France publie une typologie des climats de la France métropolitaine dans laquelle la commune est exposée à un climat océanique altéré et est dans la région climatique  Lorraine, plateau de Langres, Morvan, caractérisée par un hiver rude (1,5 °C), des vents modérés et des brouillards fréquents en automne et hiver. 
Pour la période 1971-2000, la température annuelle moyenne est de 9,8 °C, avec une amplitude thermique annuelle de 15,5 °C. Le cumul annuel moyen de précipitations est de 930 mm, avec 13 jours de précipitations en janvier et 8,6 jours en juillet. Pour la période 1991-2020, la température moyenne annuelle observée sur la station météorologique de Météo-France la plus proche, « Châtillon/Seine », sur la commune de Châtillon-sur-Seine à 16 km à vol d'oiseau, est de 10,8 °C et le cumul annuel moyen de précipitations est de 832,8 mm,. Pour l'avenir, les paramètres climatiques de la commune estimés pour 2050 selon différents scénarios d'émission de gaz à effet de serre sont consultables sur un site dédié publié par Météo-France en novembre 2022.

## Urbanisme

### Typologie
Au 1er janvier 2024, Semond est catégorisée commune rurale à habitat très dispersé, selon la nouvelle grille communale de densité à 7 niveaux définie par l'Insee en 2022.
Elle est située hors unité urbaine et hors attraction des villes,.

### Occupation des sols
L'occupation des sols de la commune, telle qu'elle ressort de la base de données européenne d’occupation biophysique des sols Corine Land Cover (CLC), est marquée par l'importance des territoires agricoles (51 % en 2018), une proportion sensiblement équivalente à celle de 1990 (50,7 %). La répartition détaillée en 2018 est la suivante : forêts (44,3 %), terres arables (41,5 %), zones agricoles hétérogènes (5,5 %), milieux à végétation arbustive et/ou herbacée (4,7 %), prairies (4 %). L'évolution de l’occupation des sols de la commune et de ses infrastructures peut être observée sur les différentes représentations cartographiques du territoire : la carte de Cassini (XVIIIe siècle), la carte d'état-major (1820-1866) et les cartes ou photos aériennes de l'IGN pour la période actuelle (1950 à aujourd'hui).

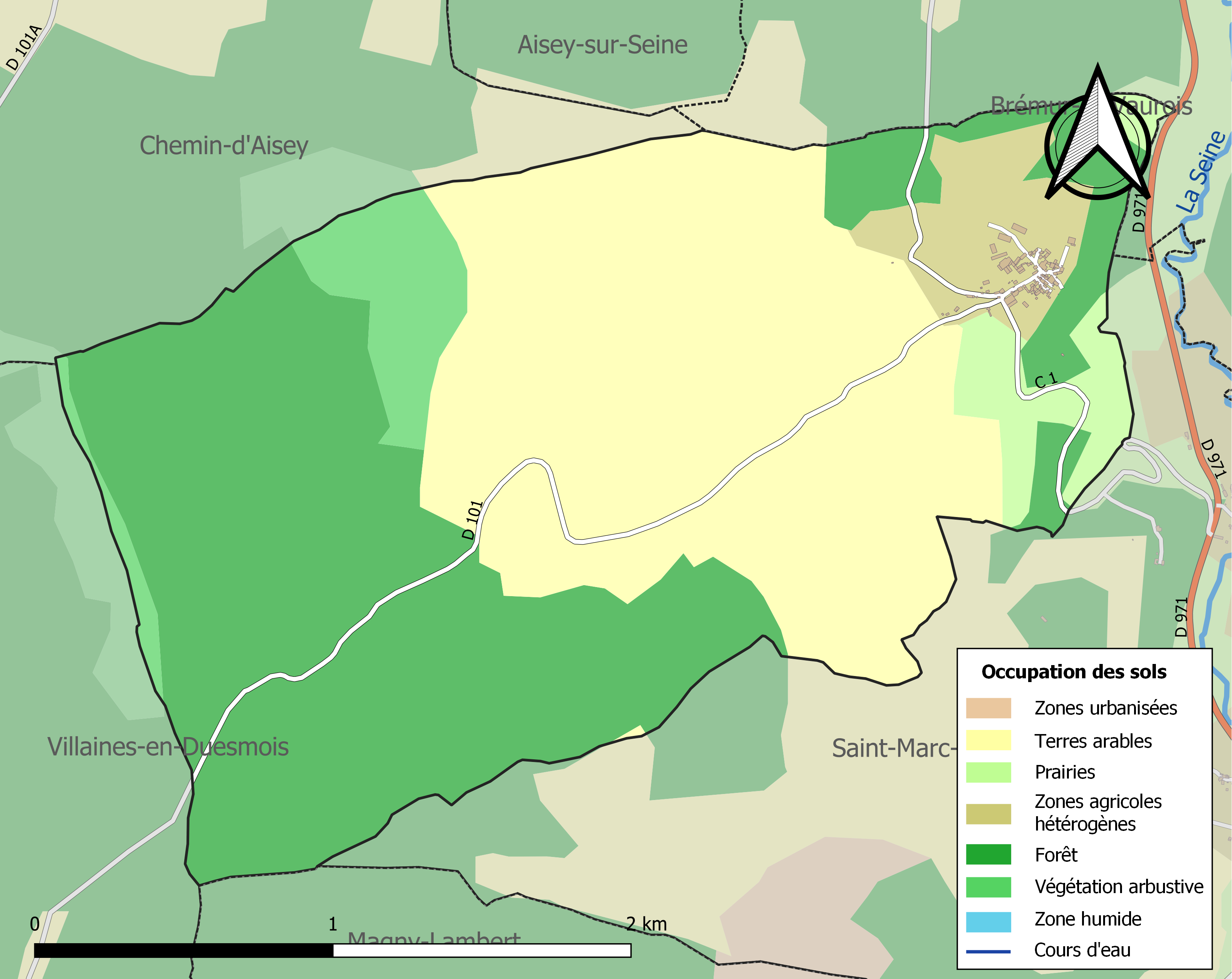
Carte des infrastructures et de l'occupation des sols de la commune en 2018 (CLC).

## Communes limitrophes

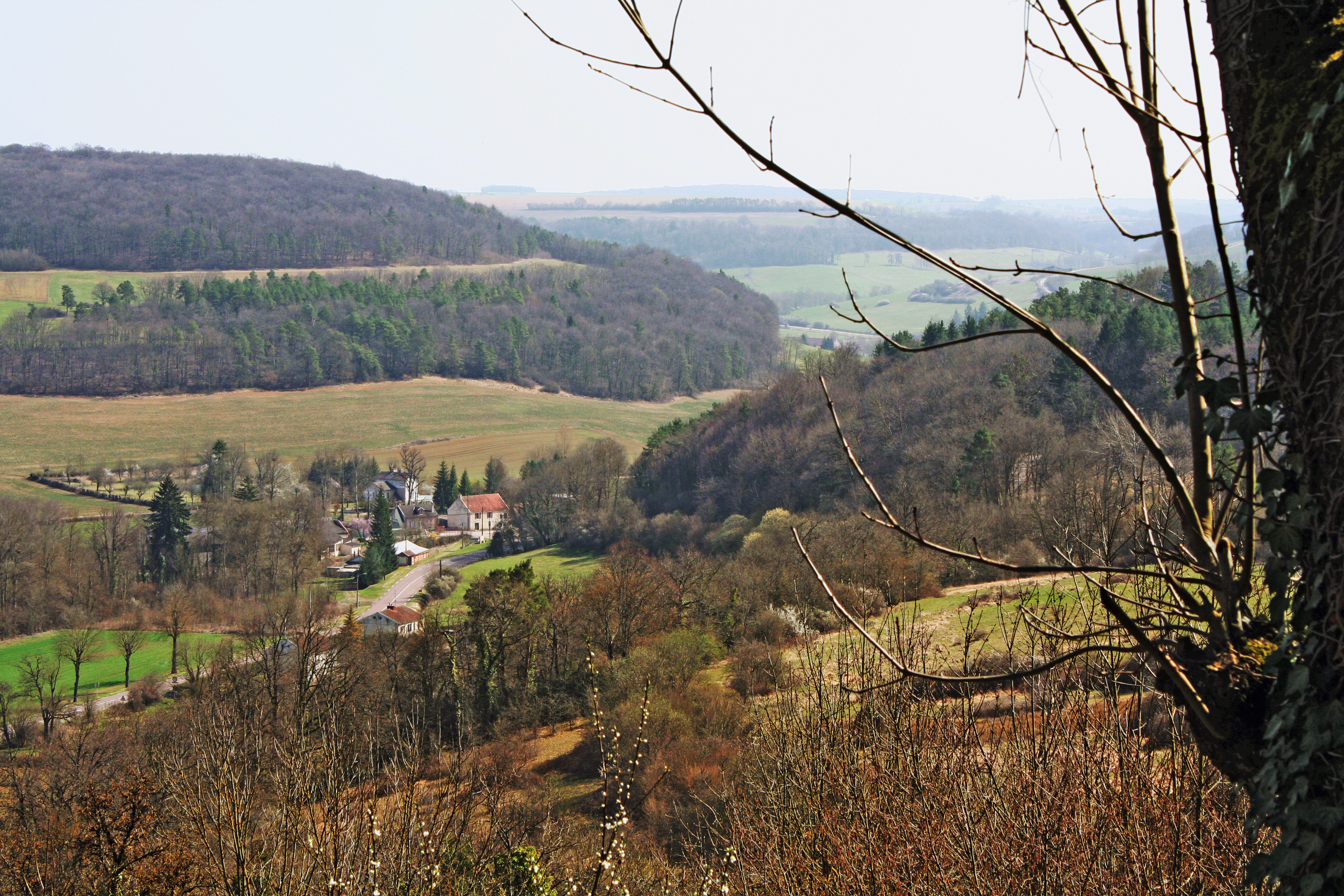
Vue sur le hameau de Chenecières et la haute vallée de la Seine depuis le versant.

### Hydrographie
Le territoire de Semond n'a pas de cours d'eau comme c'est le cas en beaucoup d'endroits du plateau du Duesmois, partie ouest du plateau de Langres. les sols karstiques conduisent les eaux de pluie sous la surface vers les versants et les fonds de vallées, c'est le cas à Semond dans le versant qui domine la Seine ; mais les deux sources étant captées pour les besoins domestiques, elles ne créent pas de cours-d'eau.

## Histoire

### Préhistoire et Antiquité
D'importants vestiges néolithiques ont été relevés sur le territoire de la commune ainsi que des armes de l'âge du bronze. Des monnaies gallo-romaines et quelques éléments architecturaux témoignent de la pérennité de l'occupation des lieux.
En 457  les Vandales occupent Semond et leur roi Chrocus y fait exécuter saint Florentin de Brémur et deux autres martyrs.

### Moyen Âge
En 1146, une métairie est donnée par le seigneur de Brémur à l'abbaye de Molesme qui la rétrocède ensuite à celle de Quincy. Construite au XIIIe siècle et restaurée en 1820, l'ancienne chapelle de ce prieuré constitue toujours l'actuelle église paroissiale.

### Époque moderne
Jusqu'en 1789, année où il accède au rang de commune, Semond n'est qu'un hameau de Saint-Marc-sur-Seine.

## Politique et administration
| Période                                  | Période | Identité        | Étiquette | Qualité |
| ---------------------------------------- | ------- | --------------- | --------- | ------- |
| mars 2001                                |         | Xavier Malnoury |           |         |
| Les données manquantes sont à compléter. |         |                 |           |         |

Semond appartient :
- à l'arrondissement de Montbard,
- au canton de Châtillon-sur-Seine et
- à la communauté de communes du Pays Châtillonnais

## Démographie
L'évolution du nombre d'habitants est connue à travers les recensements de la population effectués dans la commune depuis 1793. Pour les communes de moins de 10 000 habitants, une enquête de recensement portant sur toute la population est réalisée tous les cinq ans, les populations de référence des années intermédiaires étant quant à elles estimées par interpolation ou extrapolation. Pour la commune, le premier recensement exhaustif entrant dans le cadre du nouveau dispositif a été réalisé en 2005.

En 2022, la commune comptait 31 habitants, en évolution de +29,17 % par rapport à 2016 (Côte-d'Or : +0,82 %, France hors Mayotte : +2,11 %).
| 1793 | 1800 | 1806 | 1821 | 1836 | 1841 | 1846 | 1851 | 1856 |
| ---- | ---- | ---- | ---- | ---- | ---- | ---- | ---- | ---- |
| 115  | 125  | 146  | 132  | 129  | 114  | 120  | 137  | 155  |

| 1861 | 1866 | 1872 | 1876 | 1881 | 1886 | 1891 | 1896 | 1901 |
| ---- | ---- | ---- | ---- | ---- | ---- | ---- | ---- | ---- |
| 181  | 146  | 144  | 150  | 129  | 129  | 110  | 118  | 99   |

| 1906 | 1911 | 1921 | 1926 | 1931 | 1936 | 1946 | 1954 | 1962 |
| ---- | ---- | ---- | ---- | ---- | ---- | ---- | ---- | ---- |
| 108  | 112  | 105  | 93   | 84   | 84   | 73   | 72   | 69   |

| 1968 | 1975 | 1982 | 1990 | 1999 | 2005 | 2006 | 2010 | 2015 |
| ---- | ---- | ---- | ---- | ---- | ---- | ---- | ---- | ---- |
| 74   | 74   | 55   | 64   | 45   | 33   | 31   | 34   | 25   |

| 2020 | 2022 | - | - | - | - | - | - | - |
| ---- | ---- | - | - | - | - | - | - | - |
| 28   | 31   | - | - | - | - | - | - | - |

## Culture locale et patrimoine

### Lieux, monuments et pôles d'intérêt
En 2016, la commune compte 1 monuments inscrits à l'inventaire des monuments historiques, 11 monuments ou édifices répertoriés à l'Inventaire général du patrimoine culturel et 8 objets répertoriés à l'IGPC.
- Plusieurs  croix monumentales dont une du XIVe siècle dite Croix Percée  Inscrit MH (1925)[21] et IGPC (1990)[22], et celle du cimetière (XIXe siècle) répertoriée IGPC (1990)[23].

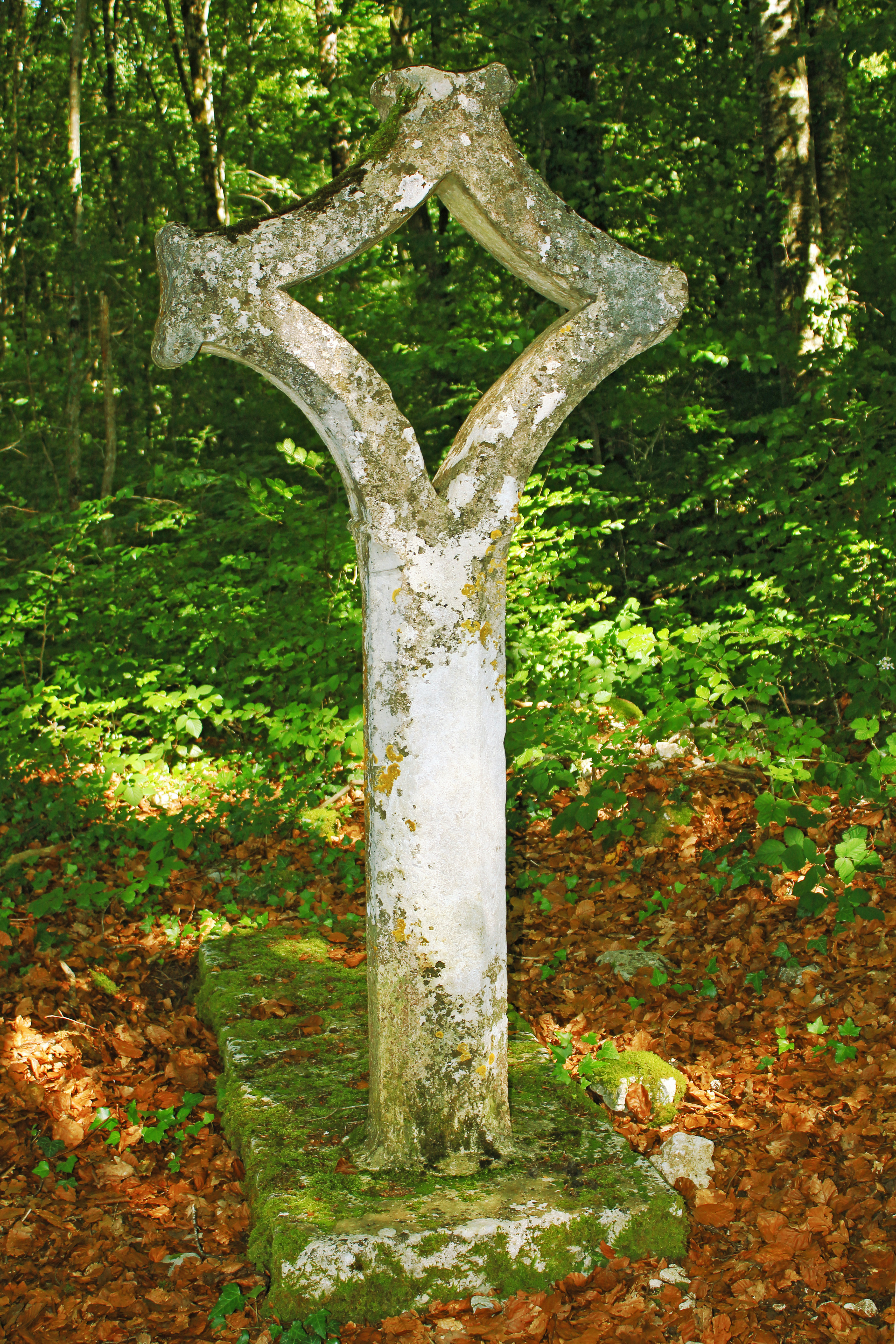
La Croix Percée de Semond, face ouest.
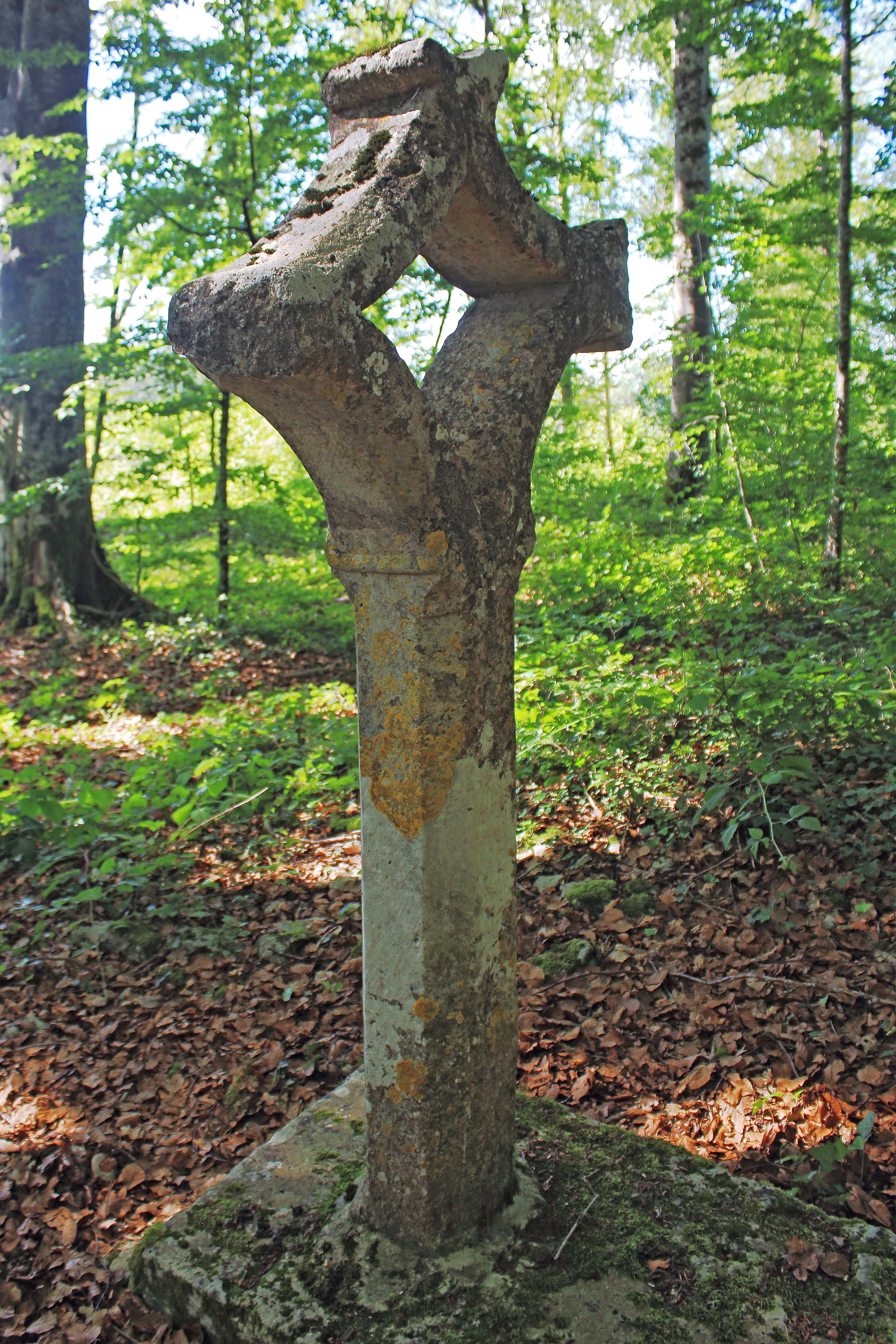
Arrière de la croix côté est.
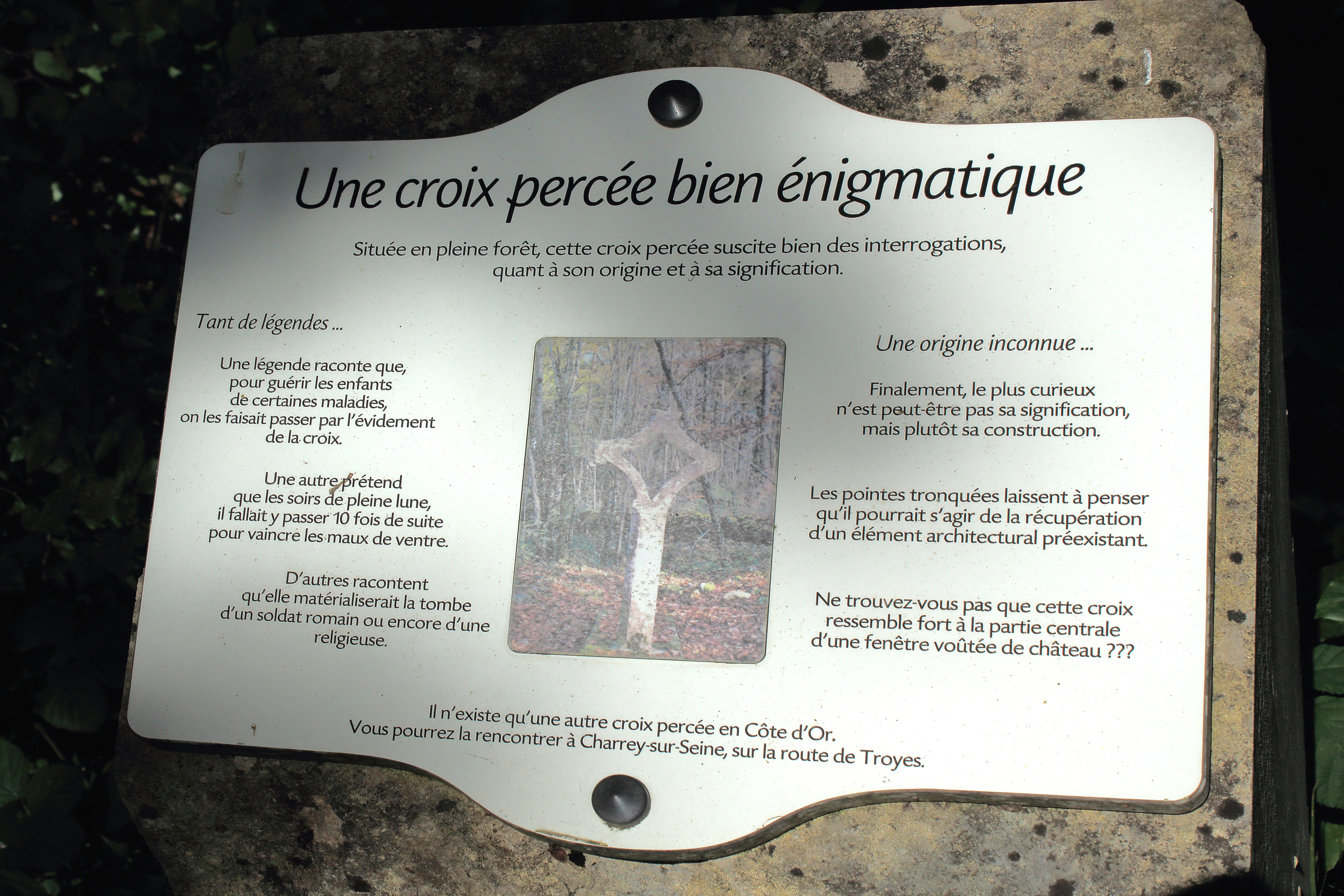
Information à l'entrée du sentier.

- L'église romane de l'Immaculée-Conception construite au XIIIe siècle, ancienne chapelle d'une dépendance du prieuré de Quincy[24] (répertorié IGPC 1990)[25] renferme un mobilier classé IGPC (1993)[26].
- Deux lavoirs, dont celui de la source captée au sud du village qui est répertorié à l'IGPC (1990)[27].
- Ancienne mairie-école avec une élégante façade percée d'une porte et de deux fenêtres en plein cintre (IGPC 1990)[28].

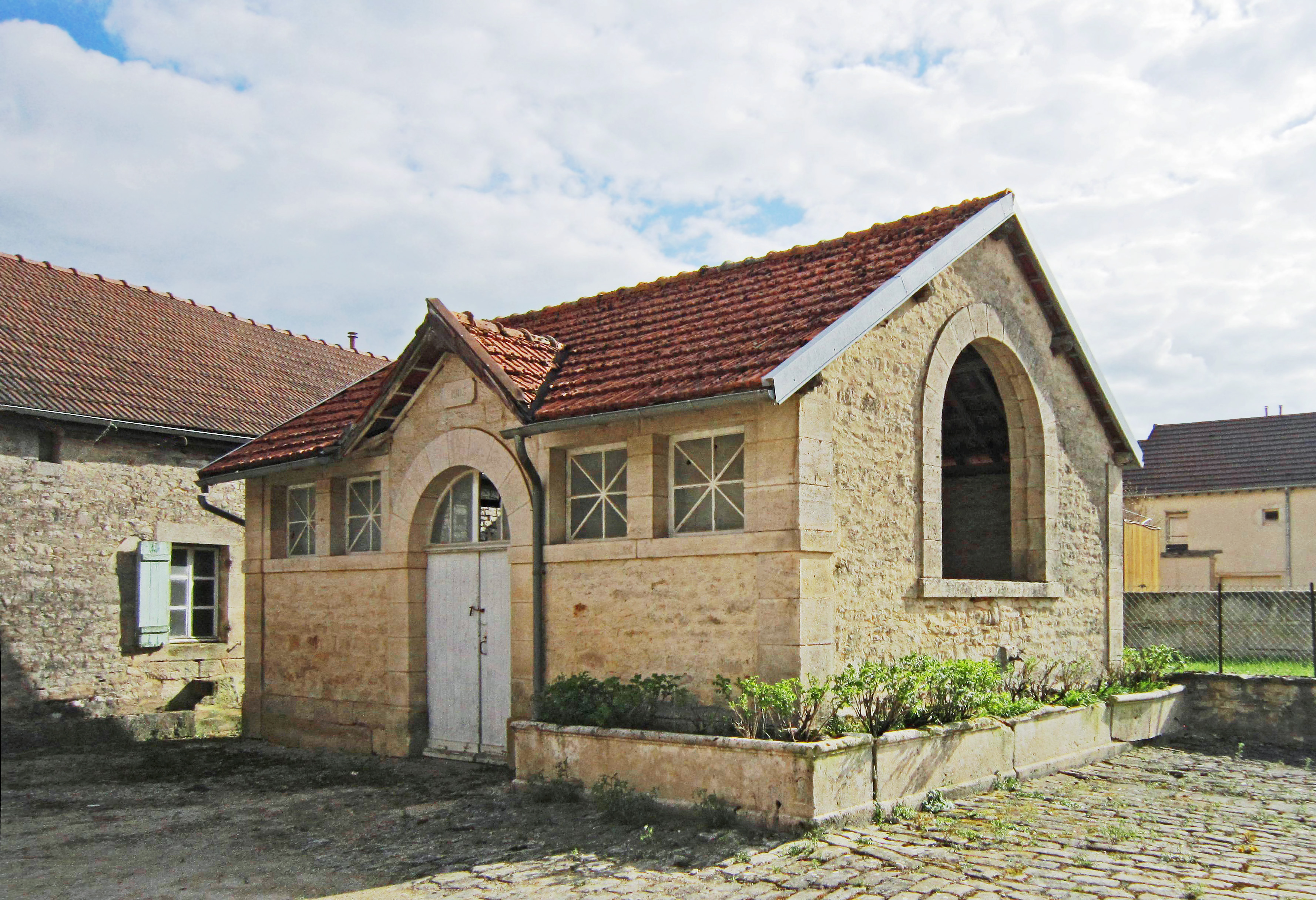
Lavoir dans le village.
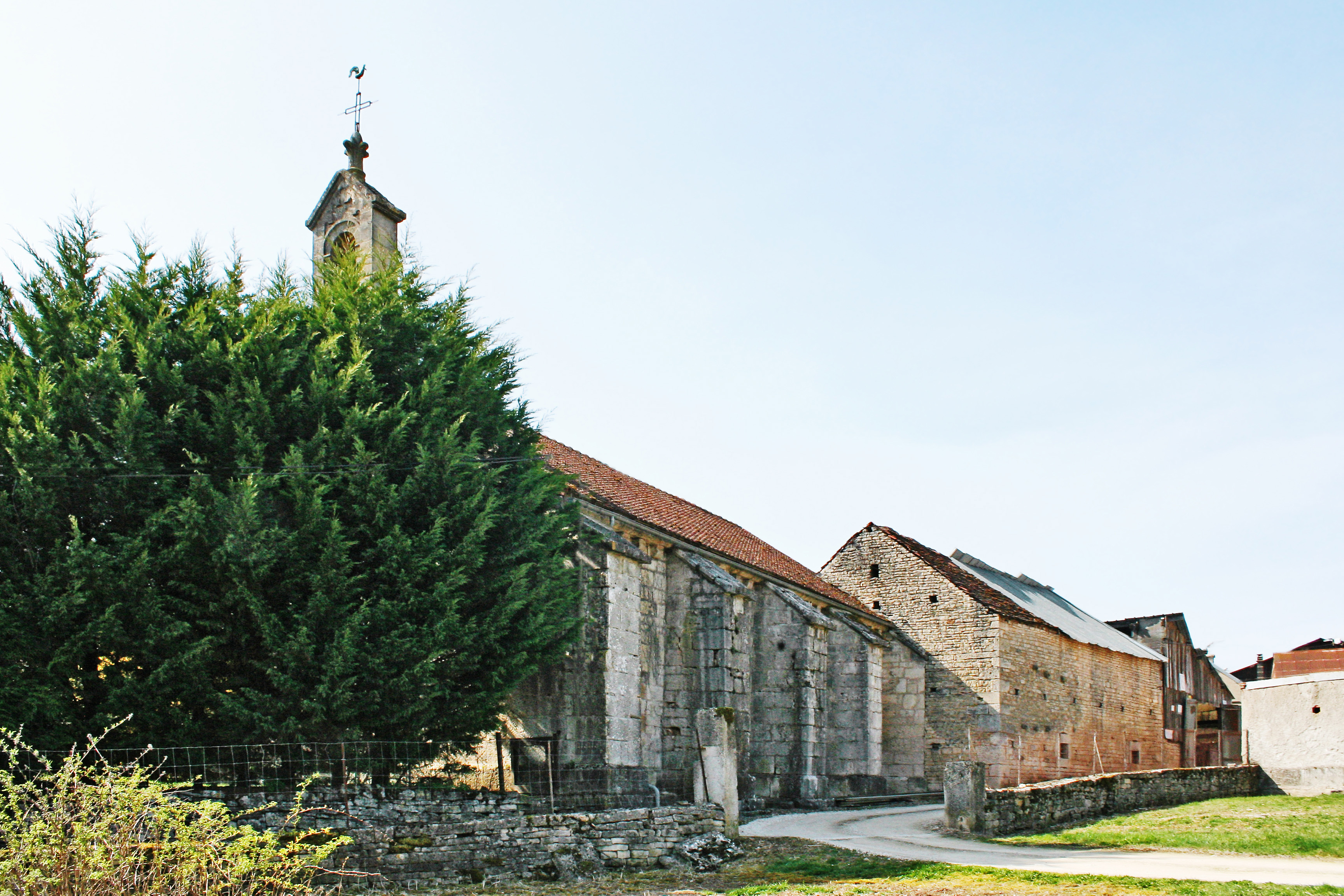
L'église côté chemin de la Fontaine.
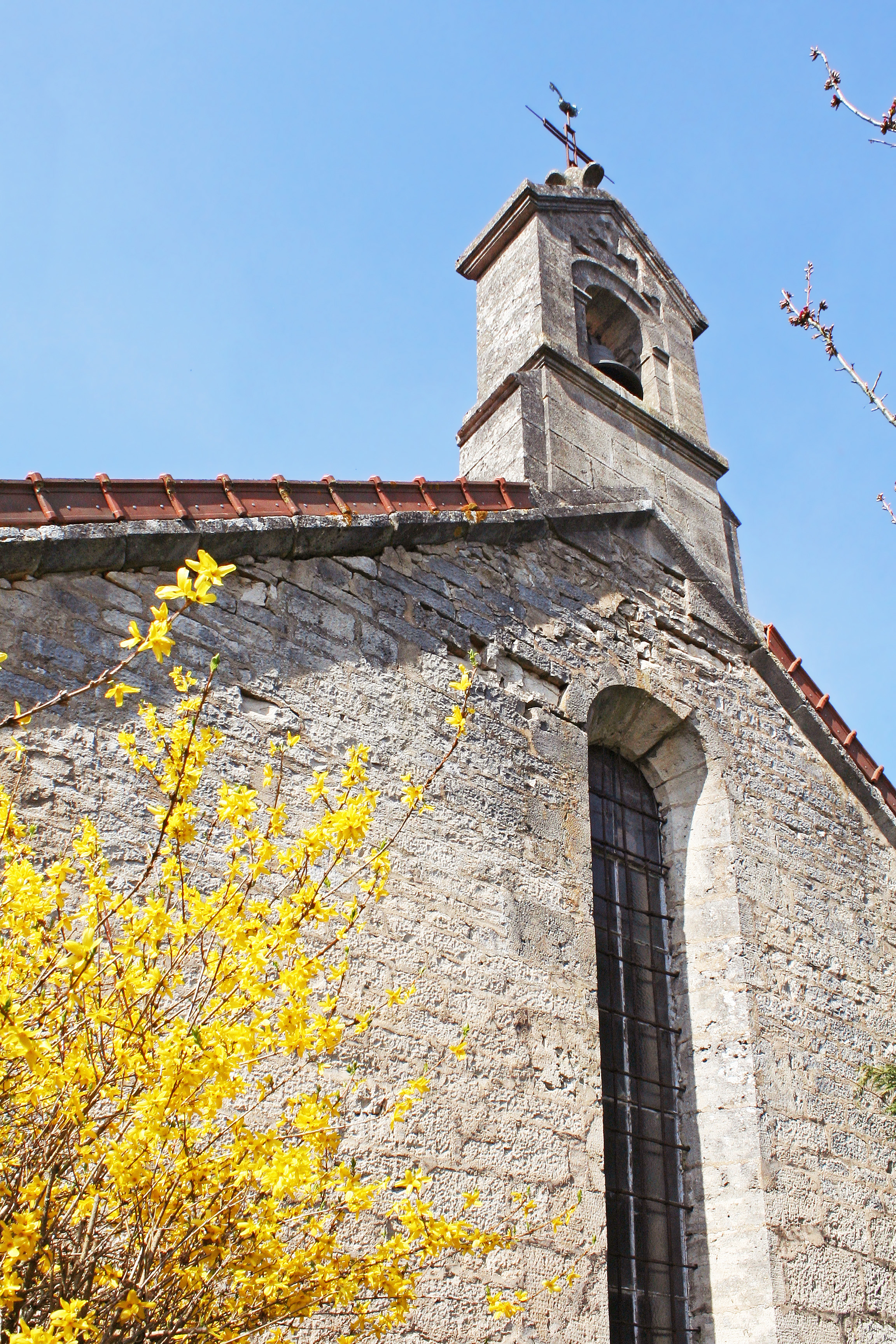
Façade au sud-est.
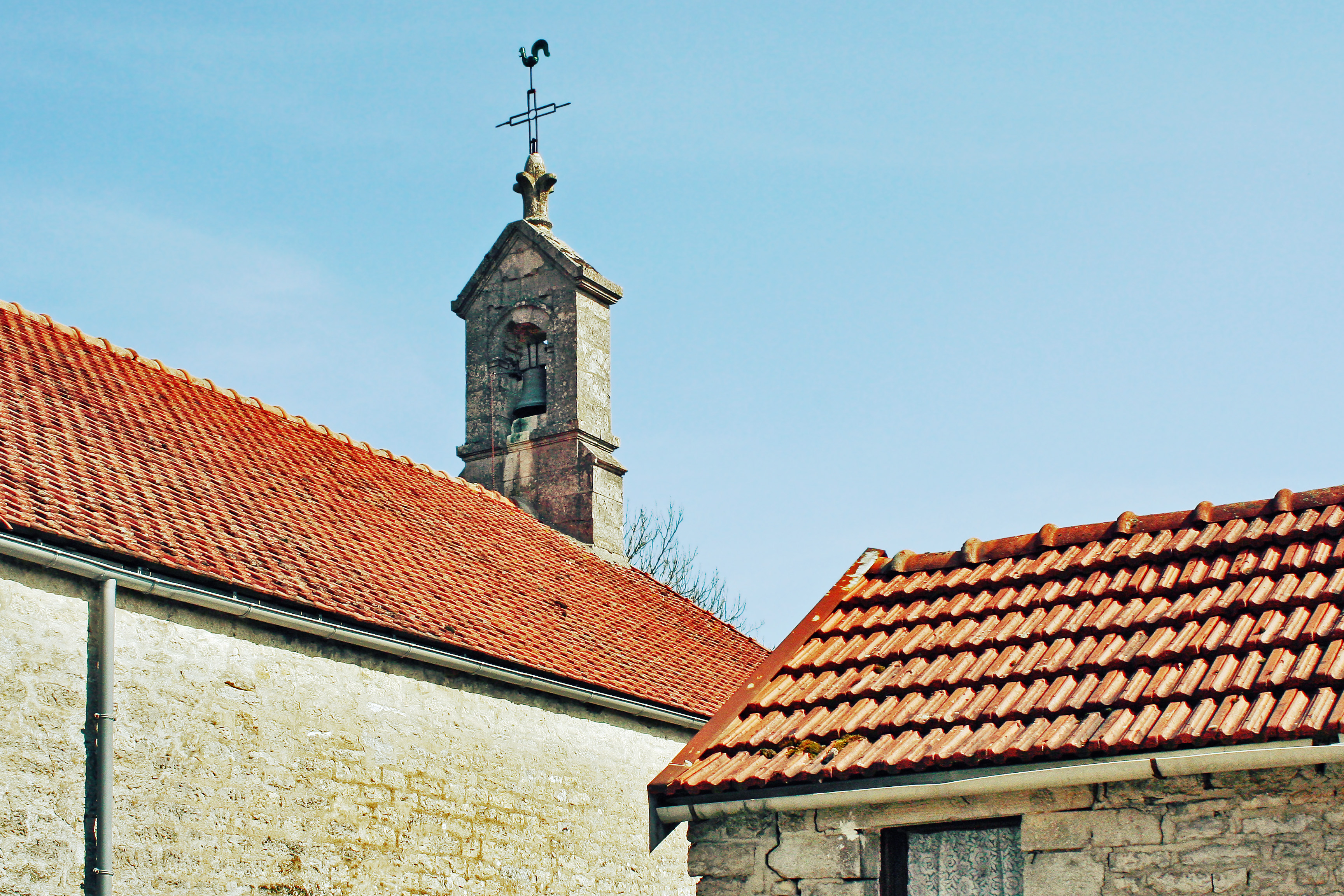
Côté sud-ouest.

## Héraldique
| Blason à dessiner | Blason  | Tiercé en pairle: au 1er de sinople à la statue d'un couple de boeufs en pierre, d'or, enchaînés de sable, au 2e de gueules à la croix hosannière du lieu d'argent, au 3e d'azur à la statue en bois de saint Roch d'argent. |
| Blason à dessiner | Détails | Le statut officiel du blason reste à déterminer. |